# Доктор (фильм, 2023)
«Доктор» — российский драматический фильм Артёма Темникова. В главной роли: Сергей Пускепалис. Фильм вышел в прокат 13 апреля 2023 года.

## Сюжет
Действие фильма происходит в психо-неврологическом отделении для подростков, в котором чуть не скончался один пациент. Взрослые считают, что в этом виноват кто-то из ребят. Врачи боятся, что нечто подобное случится вновь. Разобраться в этом предстоит талантливому психиатру Ивану Христофорову, который известен своими педагогическими методами.

## В ролях
| Актёр             | Роль               |
| ----------------- | ------------------ |
| Сергей Пускепалис | доктор Христофоров |
| Ольга Цирсен      | Маргарита          |
| Игорь Черневич    | Борис, чиновник    |
| Денис Логинов     | Ванечка            |
| Вероника Устимова | Элата              |
| Роман Коноплёв    | Существо           |
| Елена Сусанина    | мать Христофорова  |
| Татьяна Гришкова  | Анна Аркадьевна    |
| Татьяна Коровина  | Роза, мать Ванечки |
| Анна Бегунова     | мать Суика         |

## Восприятие
Обозреватель «КиноРепортёра» Алексей Комаров охарактеризовал фильм как «злободневную социальную драму» и высоко оценил игру Сергея Пускепалиса. Сусанна Альперина отметила, что Темников снял «довольно неплохую картину для массового российского зрителя, которая смотрится так, словно с Пускепалисом ничего и не случилось, словно он по-прежнему среди нас, и сам — добрый и надёжный, как и его доктор».

## Награды
- 2022 — Специальный приз (Сергей Пускепалис) и приз за лучший сценарий (Тамара Бочарова, Артём Темников, Мария Ануфриева) кинофестиваля авторского кино «Зимний»[7].
- 2023 — Приз 45-го Московского международного кинофестиваля в программе российского кино[8].